# Gelastocoris oculatus
Gelastocoris oculatus är en insektsart som först beskrevs av Fabricius 1798.  Gelastocoris oculatus ingår i släktet Gelastocoris och familjen Gelastocoridae.

## Underarter
Arten delas in i följande underarter:
- G. o. oculatus
- G. o. variegatus